# Anjozorobe (distrito)
Anjozorobe é um distrito de Madagascar, pertencente à região de Analamanga. É composto por doze comunas e, segundo o censo de 2011, tinha uma população de 167 839 habitantes. A sua capital é Anjozorobe.

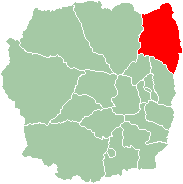
Localização do distrito de Anjozorobe.

## Comunas
- Alakamisy
- Ambatomanoina
- Amboasary
- Ambohibary
- Ambohimanarina Marovazaha
- Ambohimirary
- Ambongamarina
- Analaroa
- Andranomisa
- Androvakely
- Anjozorobe
- Antanetibe
- Belanitra
- Beronono
- Betatao
- Mangamila
- Marotsipoy
- Tsarasaotra, Anjozorobe